# Élections générales terre-neuviennes de 1900
Les élections générales terre-neuviennes se déroulent le 8 novembre 1900 afin d'élire les membres de l'Assemblée générale de la colonie de Terre-Neuve. Le Parti libéral dirigé par Robert Bond a remporté ces élections et forme le nouveau gouvernement, jusqu'alors dirigé par le conservateur James Spearman Winter.

## Résultats
| Parti              | Sièges | Évolution |
| ------------------ | ------ | --------- |
| Parti libéral      | 32     | +19       |
| Parti conservateur | 4      | -19       |
| Total              | 36     |           |